# Pachylis

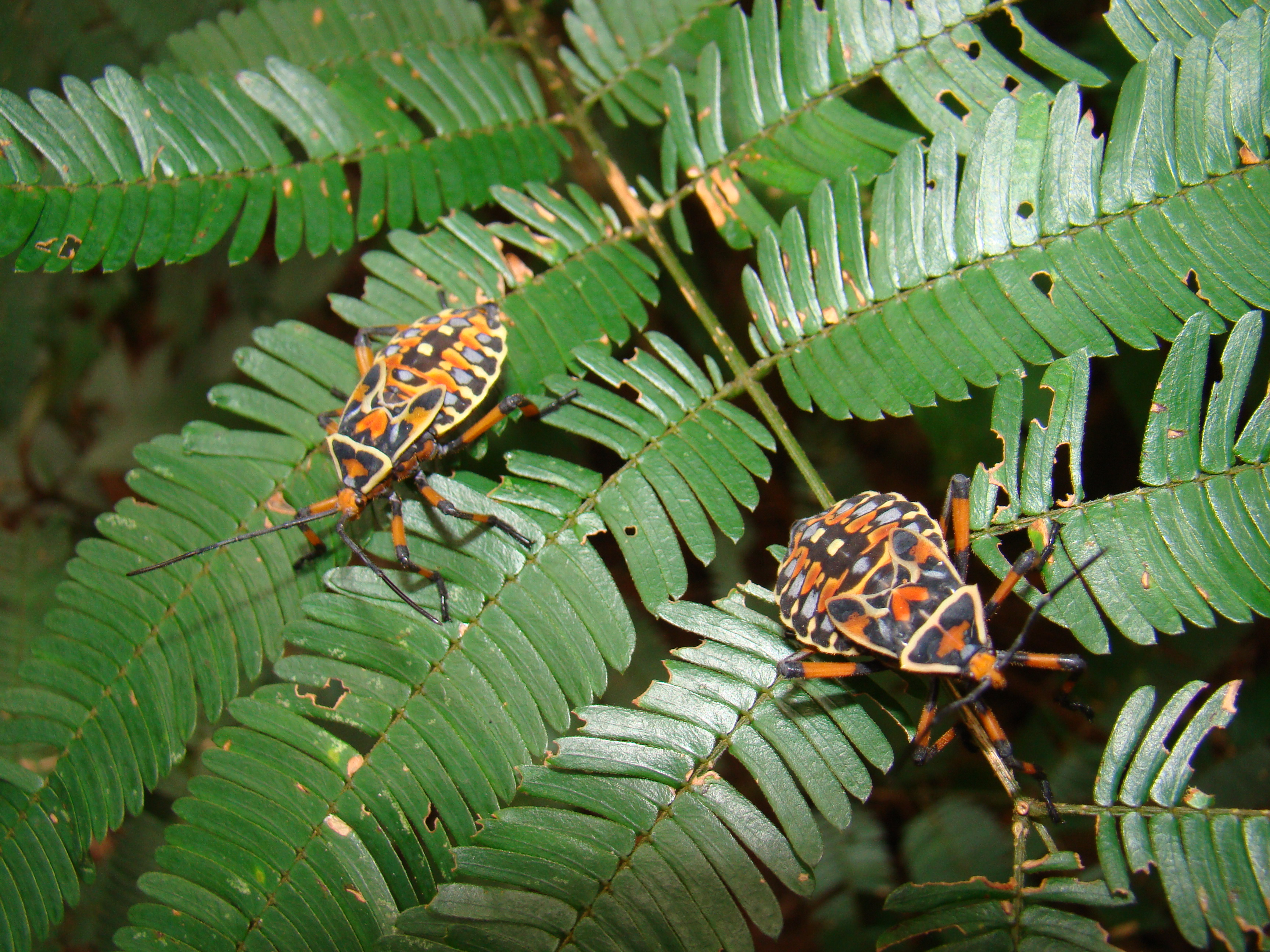
Pachylis nervosus

Pachylis es un género de chinches patas de hoja de la familia Coreidae. Hay cerca de diez especies descriptas en Pachylis.

## Especies
- Pachylis argentinus Berg, 1879
- Pachylis bipunctatus (Thunberg, 1825)
- Pachylis furvus Brailovsky & Guerrero, 2014
- Pachylis laticornis (Fabricius, 1798)
- Pachylis nervosus Dallas, 1852
- Pachylis obscurus Spinola, 1837
- Pachylis peramplus Brailovsky & Guerrero, 2014
- Pachylis pharaonis (Herbst, 1784)
- Pachylis striatus (Thunberg, 1825)
- Pachylis tenuicornis Dallas, 1852